# Національна спілка письменників України
Націона́льна спі́лка письме́нників Украї́ни (НСПУ) — добровільна творча організація професійних літераторів України: поетів, прозаїків, драматургів, критиків і перекладачів.
НСПУ має власне книжкове видавництво — «Український письменник» (раніше — «Радянський письменник»).

## Історія

### Передвоєнна доба
Створена 16 червня — 12 серпня 1934 у Києві на I Всеукраїнському з'їзді радянських письменників як Спілка радянських письменників України — складова частина Спілки письменників СРСР, створеної того ж року.
Підставою для створення Спілок письменників України та СРСР була постанова ЦК ВКП(б) від 23 квітня 1932 «Про перебудову літературно-художніх організацій». За цією постановою, ліквідовано всі літературні організації, які натоді ще існували (в Україні — ВУСПП, «Плуг», «Молодняк», «Західна Україна»), і був створений підготовний комітет для організації єдиної Спілки письменників СРСР і відповідні республіканські комітети. Спілки письменників союзних республік входили як підрядні до СП СРСР.
Статут СП СРСР зобов'язував радянських письменників до активної участі в соціалістичному будівництві і підпорядкування політиці комуністичної партії. Статут визначав і єдино дозволений для радянської літератури творчий метод — соціалістичний реалізм, в основу якого покладено засади «партійності та народності».
Найвищим органом СПУ (НСПУ) є з'їзди, які довгий час відбувалися нерегулярно, а почавши з 5-го (1966), скликалися за зразком партійних з'їздів раз на 5 років. З'їзд обирає правління НСПУ, яке виділяє з себе для керівництва поточною роботою раду, правління та секретаріат на чолі з головою правління.
У більших обласних центрах є місцеві літературні організації. При президії СПУ працюють комісії поезії, прози, драматургії, перекладів тощо.
Число членів СРПУ на час її оформлення (1934) внаслідок терору початку 1930-х становило ледве 206 осіб, 1943 їх було 250.

### Під час Німецько-радянської війни

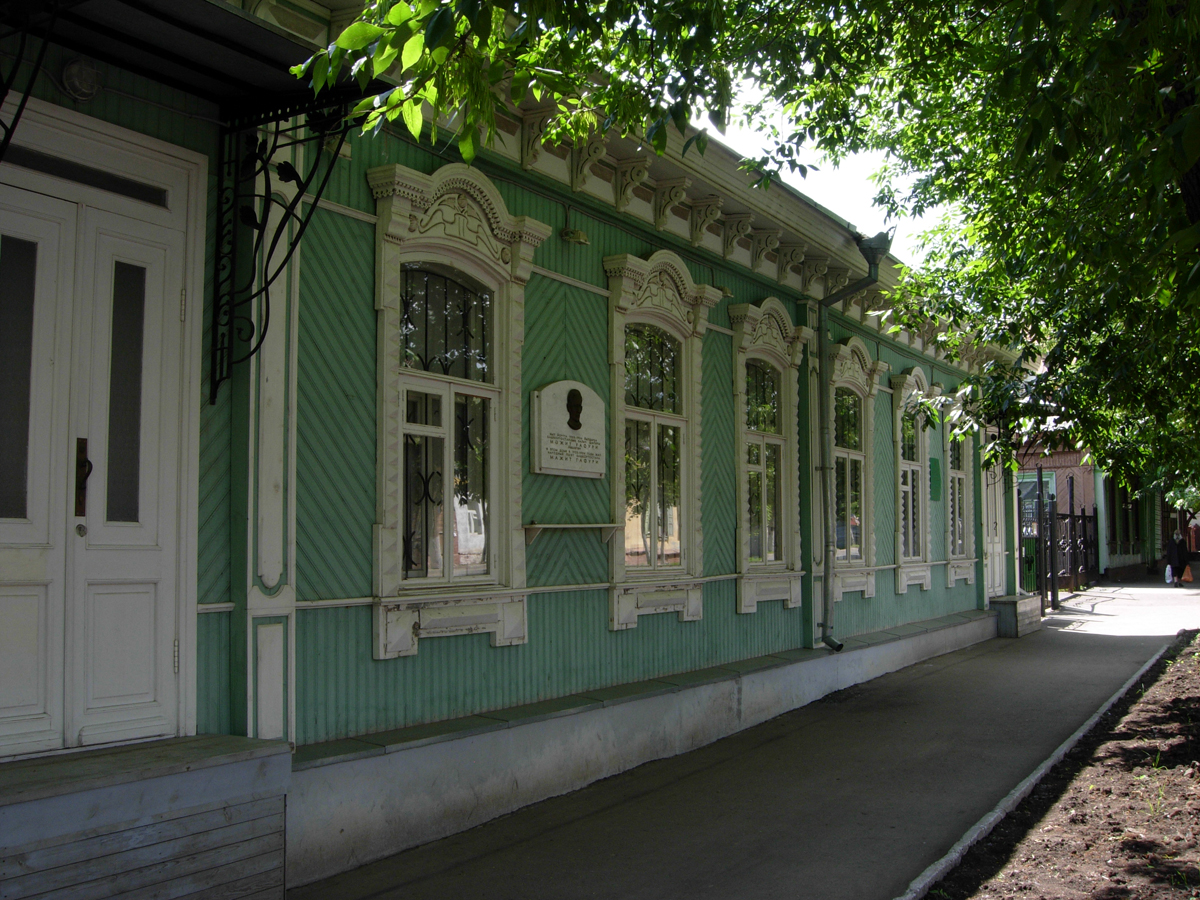
Дім-музей Мажита Гафурі в Уфі, де розміщувалася СП України з 1941 р. до реевакуації в 1944 р.

У липні-серпні 1941 року основна частина співробітників Спілки письменників України прибула в Уфу. Максим Рильський, Юрій Яновський, Іван Кочерга, Петро Панч, Натан Рибак на евакуації брали активну участь в організації видання творів українських письменників в серії «Фронт і тил», у випуску літературних газети та журналу українською мовою. У січні 1943 року мало не всі українські письменники були в Уфі. Приїзд не був випадковим. Тут відбувся урочистий пленум Спілки письменників України, присвячений 25-річчю радянської влади в республіці. З'їжджалися з усіх фронтів письменники-фронтовики, з партизанських загонів, з далеких і близьких міст.
Під час німецької окупації в липні 1941 р. на території дистрикту Галичина у Львові було створено альтернативну Спілку українських письменників, яку очолив Василь Пачовський. Його заступником був Микола Матіїв-Мельник, а згідно з іншими джерелами, його заступниками були Я. Цурковський і Р. Єндик. У жовтні 1941 р. діяльність Спілки було поширено на терени Райхскомісаріату Україна, де київське відділення очолила О. Теліга. Однак за 2 місяці, після арешту членів редакції «Українського слова» (І. Рогач, І. Ірлявський, О. Теліга, О. Кандиба-Ольжич), діяльність Спілки в Райхскомісаріаті було припинено, тоді як в Галичині вона існувала до 1944 р. і була підпорядкована УЦК.

### Повоєнна доба
На II з'їзді СРПУ (6—12 грудня 1948) у доповіді Олександра Корнійчука була названа кількість членів Спілки — 263.
На час III з'їзду (27 жовтня — 1 грудня 1954) СНПУ нараховувала 323 члени і 35 кандидатів.
У 1958 число членів СРПУ становило 500.
IV з'їзд (10-14 березня 1959) перейменував СРПУ на Спілку письменників України. З'їзд нарахував 534 члени СПУ.
V з'їзд (16—19 листопада 1966) — 770 членів
VI (18—21 травня 1971) — 858 членів
VII (14—16 квітня 1976) — 922 члени
VIII (7—9 квітня 1981) — 1009 членів
IX (5—7 червня 1986) — 1095 членів.
СПУ мало власні друковані органи: «Літературна Україна», «Вітчизна», «Жовтень», «Прапор»; спільно з Українським товариством дружби і культурного зв'язку з зарубіжними країнами — «Всесвіт», а з Інститутом літератури імені Тараса Шевченка — «Радянське літературознавство»; російською мовою — «Радуга».
Комуністична партія здійснювала керівництво СПУ через свій партійний комітет у ній. Дедалі більшу роль у керівництві СПУ відігравав КҐБ. 1971 на посаду секретаря президії СПУ «обрали» українського письменника та публіциста Івана Солдатенка, на VII з'їзді (1976) його замінив Полікарп Шабатин.
На межі 1980-х і 1990-х Спілка письменників України була центром національно-визвольної боротьби, у середовищі українського письменства започатковувалися Народний Рух України, «Просвіта» та «Меморіал».

### Доба незалежності

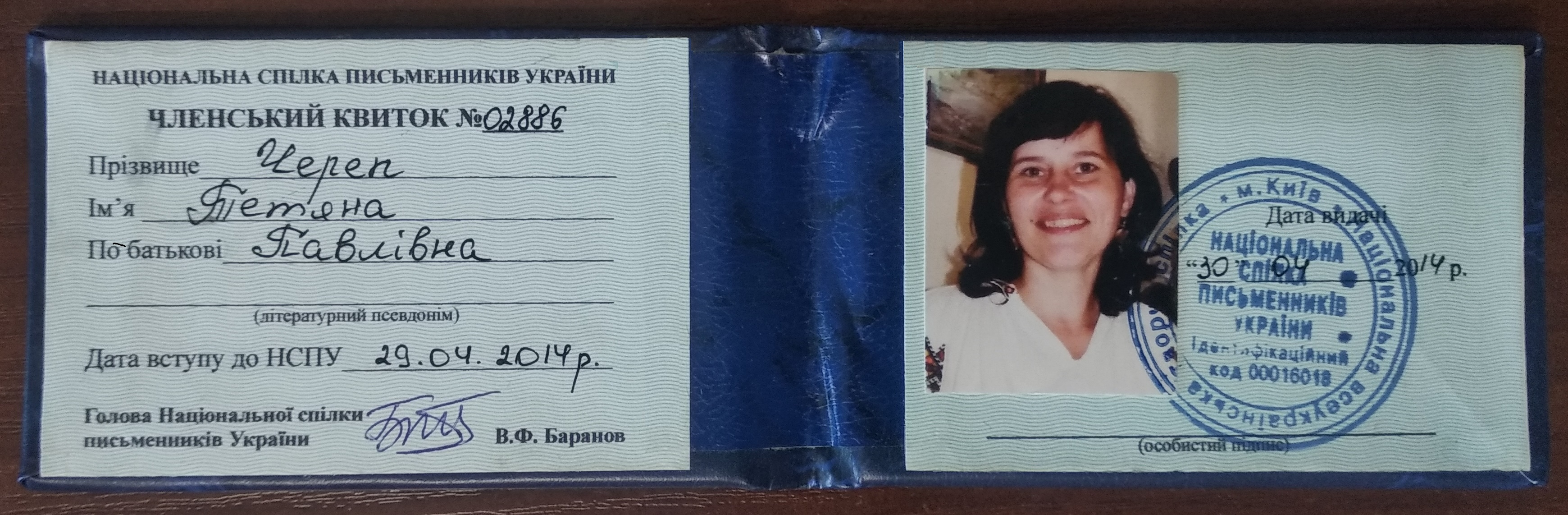
Членський квиток НСПУ Тетяни Череп, 2014

Х з'їзд (16—19 квітня 1991) був перейменований на I з'їзд СПУ, що повинно було свідчити про відокремлення від СП СРСР і початок самостійного існування.
II (XI) з'їзд пройшов у листопаді 1996. На ньому Група письменників вийшли з СПУ і 1997 року утворили Асоціацію українських письменників. Причиною виходу було позастатутне (на думку частини членів) обрання Юрія Мушкетика головою правління СПУ на третій строк.
8 квітня 2016 ухвалою правління НСПУ Микола Славинський затверджений на посаду директора видавництва «Український письменник».

## Голови спілки
За час існування СРПУ-СПУ-НСПУ очолювали:
- Іван Кулик (1934—1935)
- Антон Сенченко (1935—1936)
- Колегіальне управління в складі С. Л. Червоного, Івана Микитенка, Олександра Корнійчука, Петра Панча, Івана Кириленка (1936)[7]
- Іван Микитенко (1936—1937)
- Олександр Корнійчук (1938—1941 і 1946—1953)
  - Пачовський Василь — голова Спілки українських письменників на території дистрикту Галичина (1941—1942)
  - ?  — голова Спілки українських письменників на території дистрикту Галичина (1942—1944)
    - Олена Теліга 1941—1942 — створила і очолила Київське відділення Спілки українських письменників
- Максим Рильський (1943—1946)
- Микола Бажан (1953—1959)
- Олесь Гончар (1959—1971)
- Юрій Смолич (1971—1973)
- Василь Козаченко (1973—1978)
- Павло Загребельний (1979—1986)
- Юрій Мушкетик (1986—2001)
- Володимир Яворівський (2001—2011)
- Баранов Віктор Федорович (2011—2014)
- Божко Олександр Іванович (2014, в. о.)
- Сидоржевський Михайло Олексійович (з 29.11.2014)

## Обласні організації
Обласні організації НСПУ — структурні підрозділи НСПУ в областях України та Київська міська організація (станом на 31.12.2022).
| Назва                     | Прізвище, ім'я та по батькові голови                                           | Засновано                                                  | Фото                                       | Адреса |
| ------------------------- | ------------------------------------------------------------------------------ | ---------------------------------------------------------- | ------------------------------------------ | --- |
| Вінницька обласна         | Вітковський Вадим Миколайович (з квітня 2018)                                  | 1970                                                       | Голова ВОО НСПУ біля офісу                 | Вул. Соборна, 72, к. 305, Вінниця, 21050                                                                    |
| Волинська обласна         | Мартинюк Микола Іванович (з червня 2025)                                       | 1980                                                       |                                            | Просп. Перемоги, 14, оф. 311, Луцьк, 43005                                                                  |
| Дніпропетровська обласна  | Сухоніс Фідель Анатолійович (з липня 2021)                                     | 1934                                                       |                                            | просп. Д. Яворницького, 18, Дніпро, 49027                                                                   |
| Донецька обласна          | Сіробаба Микола Васильович (з листопада 2019)                                  | 1924, як спілка пролетарських письменників Донбасу «Забой» |                                            | бульв. Пушкіна, 30а, Донецьк, 83050. На цей час приміщення зайнято так званою «СП ДНР».                     |
| Житомирська обласна       | Гресь Світлана Миколаївна (з червня 2017)                                      | 1965                                                       |                                            | Майдан, 12, Житомир, 10000                                                                                  |
| Закарпатська обласна      | Кузан Василь Васильович (з червня 2019)                                        | 1946                                                       |                                            | Вул. Жупанатська, 3, Ужгород, 88000                                                                         |
| Запорізька обласна        | Стадніченко Ольга Олександрівна (з червня 2020)                                | 1967                                                       |                                            | просп. Соборний, 162, оф. 162, Запоріжжя, 69095                                                             |
| Івано-Франківська обласна | Баран Євген Михайлович (з травня 2023)                                         | 1971                                                       |                                            | Вул. Т. Шевченка, 95, Івано-Франківськ, 76010                                                               |
| Київська                  | Фольварочна Тетяна Володимирівна (в.о. з жовтня 2023, голова з 27 лютого 2024) | 1941                                                       | Маєток Лібермана                           | Вул. Банкова, 2, м. Київ, 01024 у цьому ж будинку розташовано й головний осідок Спілки письменників України |
| Київська обласна          | Бубир Володимир Петрович (з квітня 2021)                                       | 2003                                                       |                                            | |
| Кіровоградська обласна    | Гармазій Надія Сергіївна (з листопада 2021)                                    | 1984                                                       |                                            | Вул. Віктора Чміленка, 84 (2-й поверх), Кропивницький, 25022                                                |
| Кримська                  | Тимчасово не функціонує                                                        |                                                            |                                            | Вул. Гоголя, 14, Сімферополь, 95000 (до 2014 р.)                                                            |
| Луганська обласна         | Гайворонська Ганна Андріївна (з листопада 2019)                                | 1965                                                       |                                            | Вул. Лермонтова, 1б, Луганськ, 91022. Офіс в облцентрі тимчасово не функціонує                              |
| Львівська обласна         | Дяк Олесь Михайлович (з листопада 2020)                                        | 1939                                                       |                                            | Вул. С. Крушельницької, 25/9, м. Львів, 79000                                                               |
| Миколаївська обласна      | Марущак Віра Іванівна (з січня 2018)                                           | 1974                                                       |                                            | Вул. Нікольська, 44,к. 2-4, Миколаїв, 54001                                                                 |
| Одеська обласна           | Дмитрієв Сергій Вікторович (з листопада 2013)                                  | 1934                                                       |                                            | пл. Бориса Дерев'янка,1. Шостий поверх, кабінет 608. Одеса, 65072                                           |
| Полтавська обласна        | Сердюк Віктор Володимирович (з липня 2025)                                     | 1956                                                       |                                            | Соборний майдан, 15, Полтава, 36020                                                                         |
| Рівненська обласна        | Одерако (Сваха) Ірина Володимирівна (з листопада 2023)                         | 1985                                                       |                                            | Вул. С. Петлюри, 1, Рівне, 33000                                                                            |
| Сумська обласна           | П'ятаченко Сергій Васильович (з квітня 2023)                                   | 1993                                                       |                                            | Вул. Сумсько-Київських дивізій, 48/1, Суми, 40024                                                           |
| Тернопільська обласна     | Семеняк-Штангей Валентина Миколаївна (з січня 2023)                            | 28 лютого 1984                                             | Адвокатська канцелярія Северина Даниловича | Вул. Кардинала Й. Сліпого, 3, Тернопіль, 46001                                                              |
| Харківська обласна        | Стожук Анатолій Петрович (з липня 2025)                                        | 1934                                                       | Маєток на Чернишевській, 59                | Вул. Чернишевська, 59, Харків, 61002                                                                        |
| Херсонська обласна        | Загороднюк Василь Степанович (з листопада 2018)                                | 1959                                                       |                                            | пр. Ушакова, 16, Херсон, 73003                                                                              |
| Хмельницька обласна       | Міхалевський Віталій Цезарійович (з 24 квітня 2025)                            | 1980                                                       |                                            | Вул. Грушевського, 68, Хмельницький, 29013                                                                  |
| Черкаська обласна         | Поліщук Володимир Трохимович (з березня 2018)                                  | 1972                                                       |                                            | Вул. Вишневецького (Байди), буд. 17, офіс 109, Черкаси, 18001                                               |
| Чернівецька обласна       | Антофійчук Володимир Іванович (з червня 2025)                                  | 1958                                                       |                                            | Вул. Ончула, 4, Чернівці, 58001                                                                             |
| Чернігівська обласна      | Будлянський Микола Георгійович (з 5 квітня 2025)                               | 1976                                                       |                                            | Просп. Миру, 35-а, кв. 46, Чернігів, 14000                                                                  |

## Члени спілки
3 грудня 2015 відбулося чергове засідання Правління НСПУ, на якому було оголошено, що членами спілки є 1973 особи, з яких 110 мешкають за межами України. Письменницькі організації Донеччини та Луганщини функціонують на територіях, підконтрольних українському урядові.
Списки членів НСПУ див. у статтях про Обласні організації НСПУ
Див. також Категорія:Члени НСПУ

## Майно спілки
Кабінет Міністрів України Постановою № 1058 від 10 липня 1998 року, передав у власність творчим спілкам України нерухоме майно творчих спілок колишнього СРСР, яке станом на 24 серпня 1991 року згідно з правоустановчими документами, перебувало у віданні творчих спілок колишнього СРСР або у володінні відповідних республіканських структур. В означеній постанові Кабінет Міністрів України наголошувалося: «приміщення, які входять до складу зазначеного нерухомого майна, надаються творчим спілкам України для здійснення ними статутних завдань без права передачі в оренду». У перелік розташованих на території України підприємств, установ та організацій творчих спілок колишнього СРСР увійшли наступні будинки й споруди, які передано у власність Національної спілки письменників України в особі Дирекції управління майном (ДУМ):
- Будинок літераторів Українського відділення Літературного фонду СРСР, м. Київ, вул. Банкова, 2 (2192 м²) — колишній особняк купця Лібермана, унікальна перлина архітектури XIX ст., що був збудований відомим архітектором Володимиром Ніколаєвим. У радянські часи його було занесено до переліку пам'яток історії та архітектури. Нині — включено до Державного реєстру нерухомих пам'яток України зі статусом місцевого значення. З 1950-х ця споруда була й лишається головним офісом і символом Національної спілки письменників України. 1 січня 2025 року будинок постраждав під час російської атаки «Шахедами»[16].

- Будинок творчості письменників Українського відділення Літературного фонду СРСР, Київська область, м. Ірпінь, вул. Стельмаха, 1 (7000 м²).
- Будинок творчості письменників «Коктебель» Спілки письменників СРСР, АРК, смт. Коктебель, вул. Леніна 110 (7000 м²).
- Будинок творчості письменників імені А. П. Чехова Спілки письменників СРСР, м. Ялта, вул. Манагарова, 7 (4500 м²).
- Лікувальний пансіонат «Нафтуся» Літературного фонду СРСР, Львівська область, м. Трускавець, вул. Бориславська, 15 (700 м²).
- Будинок творчості письменників українського відділення Літературного фонду СРСР, м. Одеса, вул. Дача Ковалевського, 111 (323 м²).
- Будинок українського відділення Літературного фонду СРСР, м. Харків, вул. Чернишевського, 59 (500 м²).
- Цілісний майновий комплекс будинку творчості письменників України у м. Львові, вул. Крушельницької, 17 (500 м²).
- Видавництво «Український письменник», м. Київ, вул. Гончара, 52 (1500 м²).
- Поліклініка українського відділення Літературного фонду СРСР, м. Київ, вул. Рейтарська, 15 (1200 м²).
- Споруда Дирекції управління майном (ДУМ) колишнього Літературного фонду СРСР, м. Київ, вул. Суворова, 3 (345 м²) — підприємство, на балансі якого, згідно з його Статутом юридичної особи, мають бути вище вказані об'єкти, які воно повинно використовувати в комерційних цілях на користь Спілки для забезпечення її статутної діяльності.

Загальна площа нерухомості, передана НСПУ в особі ДУМу, складала понад 20 000 м².

## Видання про членів НСПУ

Обкладинка видання, 2023

- Письменники Радянської України : біобібліографічний довідник / упоряд. Олег Килимник. — Київ : Радянський письменник, 1960. — С. 580 с. .
- Письменники Радянської України : біобібліографічний довідник / уклав Олександр Петровський. — К. : Радянський письменник, 1966. — 800 с.
- Довідник Спілки письменників України / відповід. за випуск В. П. Павловська. — К. : Видавництво «Реклама», 1969. — 88 с.
- Письменники Радянської України : біобібліографічний довідник / упоряд.: Олег Килимник, Олександр Петровський. — К. : Радянський письменник, 1970. — 540 с.
- Письменники Радянської України : бібліографічний довідник / упоряд.: О. В. Килимник, О. І. Петровський. — К. : Радянський письменник, 1976. — 416 с.
- Довідник Спілки письменників України / ред.-упоряд. В. П. Павловська. — К. : Радянський письменник, 1976. — 96 с.
- Письменники Радянської України : біобібліографічний довідник / авт.-упоряд.: В. К. Коваль, В. П. Павловська. — К. : Радянський письменник, 1981. — 327 с.
- Довідник Спілки письменників України / упоряд. В. П. Павловська. — К. : Радянський письменник, 1986. — 128 с.
- Письменники Радянської України : біобібліографічний довідник / авт.-упоряд. Б. К. Коваль, В. П. Павловська. — Київ : «Радянський письменник», 1988. — 719 с. — ISBN 5-333-00364-5.
- Довідник Спілки письменників України / упоряд. В. П. Павловська. — К. : Український письменник, 1996. — 176 с.
- Письменники України : довідник / упоряд. Д. Г. Давидюк, Л. Г. Кореневич, В. П. Павловська. — Дніпропетровськ : ВПОП «Дніпро», 1996. — 397 с. — ISBN 5-7707-9062-8.
- Письменники України : біобібліограффічний довідник Спілки письменників України / авт.-упоряд.: В. Павловська, Л. Бубнова, А. Сіренко. — Київ : «Український письменник», 2006. — 514 с. — ISBN 966-579-190-7.
- Довідник Спілки письменників України / упоряд. В. П. Павловська. — К. : Український письменник, 2006. — 208 с.
- Сучасні письменники України : бібліографічний довідник / упор. Анатолій Гай ; Національна спілка письменників України. — Київ : Київське обласне творче об'єднання «Культура» ; Біла Церква : Буква, 2011. — 587 с. — ISBN 978-966-2927-05-6. — довідкове видання, підготовлене згідно з рішенням VI з'їзду письменників України[17]. Містить творчі біографії та бібліографію українських літераторів — членів НСПУ станом на 30 вересня 2011. Довідковий матеріал упорядковано з матеріалів, наданих щодо своїх членів керівниками обласних, Київської, Кримської республіканської і кримськотатарської організацій НСПУ.
- Національна спілка письменників України : Біобібліографічний довідник / Головн. ред. Василь Клічак. — К. : Український письменник, 2023. — 1008 с., — ISBN 978-966-579-571-1.